# Football Club Davis
Football Club Davis é uma agremiação esportiva da cidade de Davis, Califórnia.

## História
Clube doi fundado em 2017 e desde 2018 disputa a National Premier Soccer League.
Desde 2019 joga seus jogos Universidade da Califórnia em Davis.

## Estatísticas

### Participações
|  | Participações em 2020 |

| Competição     | Competição | Temporadas | Melhor campanha               | Estreia | Última | P | R |
| Estados Unidos | NPSL       | 3          | Campeão de Conferência (2019) | 2018    | 2020   |   | – |